# John Sandblom (läkare)
John Philip Sandblom, född 23 mars 1934, är en svensk läkare och professor emeritus. Han är son till Philip Sandblom.
Sandblom är filosofie magister och medicine doktor. Han var 1985–1999 professor i medicinsk fysik vid Sahlgrenska akademin och invaldes 1992 som ledamot av Ingenjörsvetenskapsakademien.